# Michel Robert (cavalier)
Pour les articles homonymes, voir Michel Robert et Robert.
Michel Robert est un cavalier international français de concours de saut d'obstacles

## Biographie
Né le 24 décembre 1948 à Corbelin en Isère, il commence l'équitation à l'âge de quatre ans et obtient son monitorat à 18 ans. Il prône « une équitation fondée sur la performance, dans le respect et l’harmonie avec le cheval ». Ayant commencé sa carrière en concours complet d'équitation, il s'est ensuite spécialisé en saut d'obstacles. En octobre 2013, il annonce sa décision d’arrêter la compétition de haut niveau. Cependant bien après cette date, il participe toujours à des compétitions internationales, et même en remporte. Ainsi en mai 2021, à soixante-douze ans, il gagne l'épreuve de vitesse à 1,50 m du Grand Prix de Bourg-en-Bresse, un concours de saut international 4* (sur une échelle graduée de 5), s'imposant juste devant une compétitrice de plus d'un demi-siècle sa cadette (Nina Mallevaey, âgée de vingt-et-un ans).
Le 1er janvier 2014, il a été fait chevalier de la Légion d'honneur.

## Palmarès
Ses titres les plus connus sont :
- 1982 : médaille d'or par équipe et de bronze individuel aux championnats du monde de Dublin en Irlande avec Ideal de la Haye.
- 1986 : médaille de bronze  par équipe aux championnats du monde de saut d'obstacles d'Aix-la-Chapelle en Allemagne avec La Fayette.
- 1987 : médaille d'argent par équipe aux championnats d'Europe de Saint-Gall en Suisse avec La Fayette.
- 1988 : médaille de bronze par équipe aux Jeux olympiques de Séoul en Corée avec La Fayette.
- 1989 : médaille d'argent par équipe au Championnat d'Europe de saut d'obstacles de Rotterdam aux Pays-Bas avec La Fayette.
- 1992 : médaille de bronze par équipe aux Jeux olympiques de Barcelone en Espagne avec Nonix.
- 1993 :
  - médaille d'argent individuel et médaille de bronze par équipe au championnat d'Europe de Gijón en Espagne avec Sissi de la Lande ;
  - médaille d'or individuel et par équipe aux Jeux Méditerranéens de Perpignan en France avec Sissi de la Lande.
- 1994 : médaille d'argent individuel et par équipe aux championnats du monde de La Haye aux Pays-Bas avec Sissi de la Lande.
- 1997 : médaille d'or individuel et par équipe aux Jeux Méditerranéens de Bari en Italie avec Auleto.
- 2000 : sélectionné aux Jeux olympiques de Sydney avec Auleto.
- 2003 :
  - médaille d'argent par équipe au Championnat d'Europe de saut d'obstacles de Donaueschingen en Allemagne Galet d'Auzay ;
  - médaille d'or au championnat de France Pro 1 avec Galet d'Auzay,
  - membre de l'équipe vainqueur de la coupe Samsung Super League.
- 2004 : membre de l'équipe vainqueur de la Samsung Super League.
- 2006 : sélectionné au Championnat du monde de saut d'obstacles d'Aix-la-Chapelle en Allemagne avec Galet d'Auzay.
- 2007 : vainqueur du Grand Prix Coupe du monde de Bordeaux en France avec Galet d'Auzay
- 2008 : vainqueur du Top Ten à Bruxelles, avec Kellemoi de Pépita
- 2009 : vainqueur de la finale du Global Champions Tour à Doha (Qatar) avec Kellemoi de Pépita
- 2011 : médaille d'argent par équipe aux championnats d'Europe de Madrid en Espagne avec Kellemoi de Pépita
- 2012 : vainqueur du Grand prix de Bordeaux avec la jument pie Catapulte ;  vainqueur du saut Hermès à Paris avec Catapulte

## Livres et contenu pédagogique
- 2003 : Secrets et méthode d'un grand champion, Éditions Arthésis Ce livre est rapidement devenu un best-seller[réf. nécessaire]. Un DVD a été ensuite réalisé.
- 2008 : Carnet de champion, Éditions Ridercom
- 2010 : Les secrets de l'abord parfait', Éditions Ridercom Ce livre est entièrement consacré au saut d'obstacles est le best-seller de l'année 2011.
- 2011 : La préparation en longe du cheval de sport", Éditions Ridercom Ce livre est accompagné d'un DVD de cours d'équitation en vidéos.